# Walter Glasgow
Walter Merrill Glasgow (Houston, 19 de abril de 1957) es un deportista estadounidense que compitió en vela en la clase Soling.
Participó en los Juegos Olímpicos de Montreal 1976, obteniendo una medalla de plata en la clase Soling. Ganó una medalla de bronce en el Campeonato Mundial de Soling de 1975.

## Palmarés internacional
| Juegos Olímpicos   | Juegos Olímpicos         | Juegos Olímpicos  | Juegos Olímpicos |
| Año                | Lugar                    | Medalla           | Clase            |
| ------------------ | ------------------------ | ----------------- | ---------------- |
| 1976               | Montreal (Canadá)        | Medalla de plata  | Soling           |
| Campeonato Mundial |                          |                   |                  |
| Año                | Lugar                    | Medalla           | Clase            |
| 1975               | Chicago (Estados Unidos) | Medalla de bronce | Soling           |